# Roland SH-101

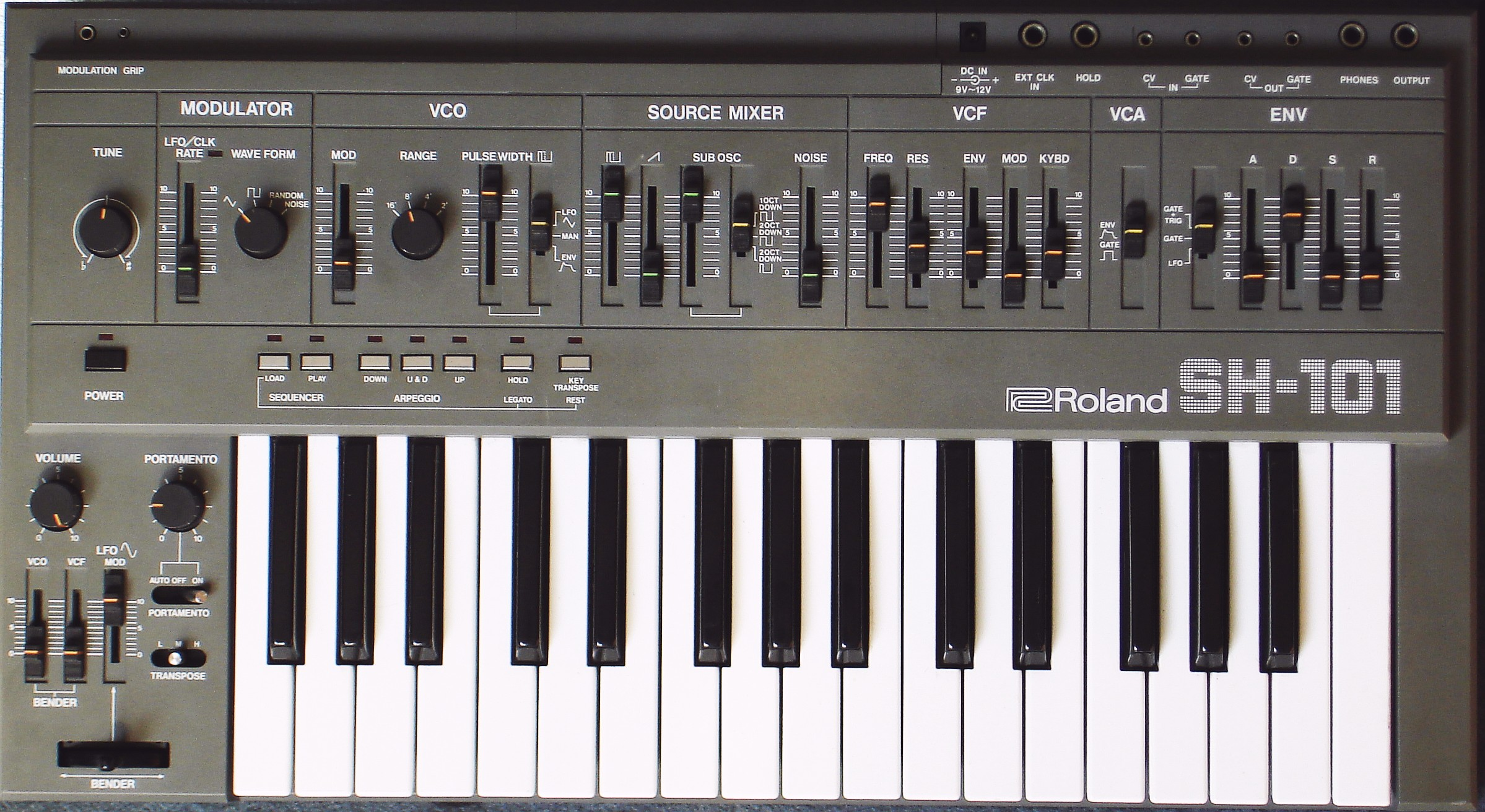
Sintetizador Roland SH-101

Roland SH-101 é um sintetizador fabricado pela Roland entre 1982 e 1986. Apesar de ter sido quase um fracasso comercialmente durante seu tempo de manufatura, o teclado mais tarde virou um grampo da música eletrônica na década de 1990, particularmente música House.

## Som e características
O SH-101 é monofônico, ou seja, pode apenas tocar uma nota por vez. Tem um oscilador e sub-oscilador, um filtro passa-baixo, um mixer que permite usuários misturarem diferentes formas de onda mais um gerador de ruído, um arpeggiator e um sequenciador. Um ADSR controla o filtro e o VCA. A largura do filtro, VCA, timbre e batida pode ser controlada com um LFO.